# Comté de Harvey
Pour les articles homonymes, voir Comté de Harvey (Australie).
Le comté de Harvey est l’un des 105 comtés de l’État du Kansas, aux États-Unis. Fondé le 7 mars 1872, il a été nommé en hommage à James M. Harvey, cinquième gouverneur de l’État.
La prohibition y a été abolie en 1996, par un vote autorisant la vente d'alcool dans les magasins vendant par ailleurs au moins 30 % de nourriture.
Siège et plus grande ville : Newton.

## Géolocalisation
| Comté de McPherson |                   | Comté de Marion |
| Comté de Reno      | Comté de Harvey   | Comté de Butler |
|                    | Comté de Sedgwick |                 |